# Klára Fried-Bánfalvi
Klára Fried-Bánfalvi (n. 9 mai 1931, Budapesta, Regatul Ungariei – d. 15 iulie 2009, Viena, Austria) a fost o caiacistă ce a reprezentat Ungaria, medaliată olimpică. A participat la două ediții ale Jocurilor Olimpice (1948, 1960) în care a câștigat o medalie de bronz.